# Jakob Kopp (Politiker)

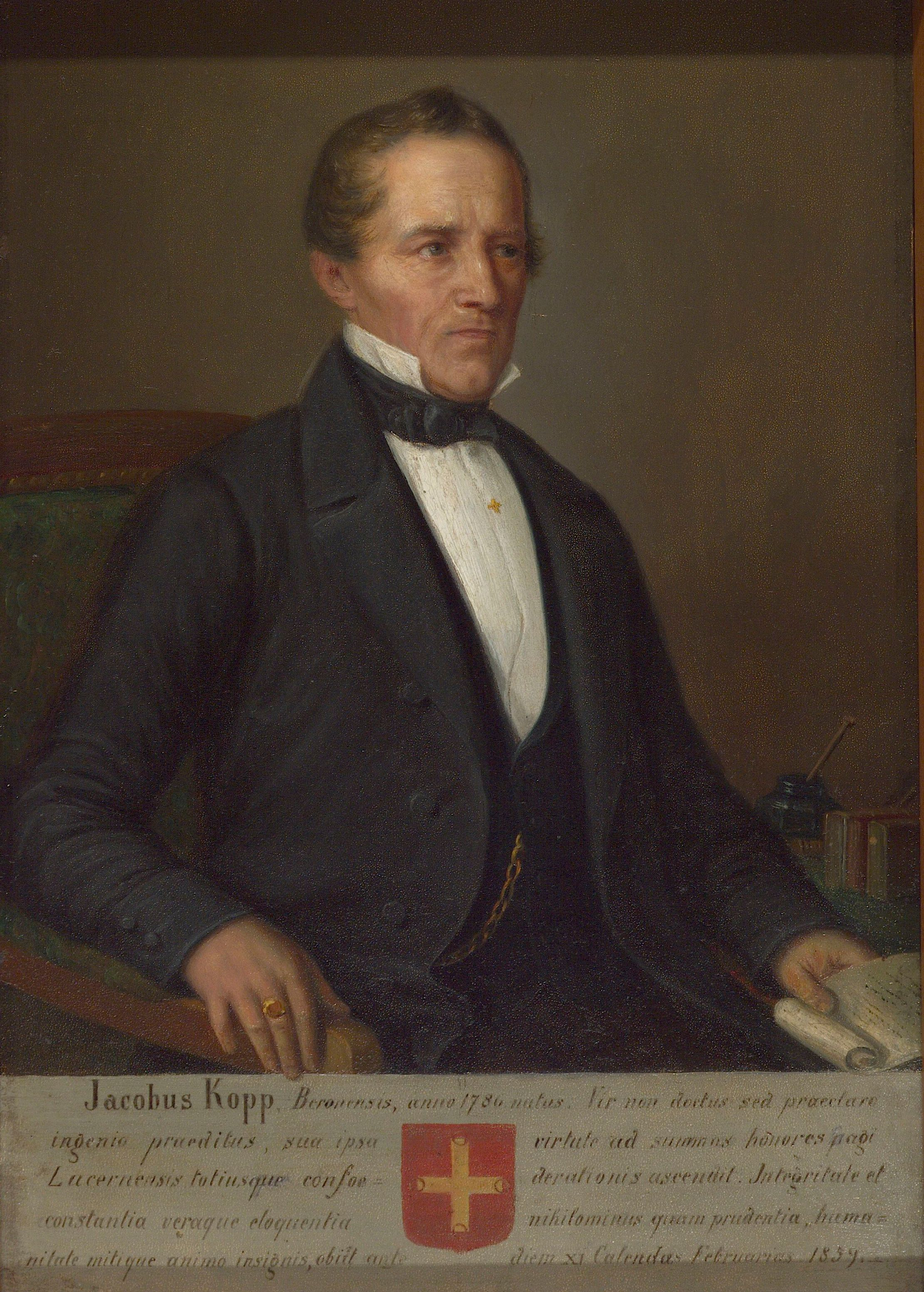
Porträt von Jakob Kopp aus Porträtgalerie 'merkwürdige Luzernerinnen und Luzerner'

Jakob Kopp (* 23. April 1786 in Beromünster; † 22. Januar 1859 in Luzern) war ein Schweizer Politiker und Richter. Von 1848 bis 1854 gehörte er dem Nationalrat an, von 1837 bis 1841 sowie von 1848 bis zu seinem Tod war er Regierungsrat des Kantons Luzern.

## Biografie
Kopp war der Sohn eines Offizials des Stifts Beromünster. Er besuchte dort die Gemeinde- und Stiftsschule und arbeitete als Kürschner sowie in der Gemeindeverwaltung. Als Autodidakt betrieb er juristische Studien und war ab 1814 als Rechtsanwalt tätig. Als er im selben Jahr eine Petition gegen den aristokratischen Staatsstreich unterstützte, wurde er in einen politischen Prozess verwickelt. 1820 verlegte er seine Kanzlei nach Luzern. Ab 1829 war er Suppleant (Ersatzrichter) am Obergericht, ab 1831 Staatsanwalt und 1836/37 Verhörrichter.
Kopp gehörte zu den führenden Persönlichkeiten der gemässigten Liberalen im Kanton Luzern, der sowohl die konservative Staatsordnung als auch Experimente der Radikalliberalen ablehnte. 1826 wurde er in den Grossen Rat gewählt, dem er über drei Jahrzehnte lang bis zu seinem Tod angehörte. 1829 konnte er eine gewisse Liberalisierung durch die stärkere Ausbildung der Gewaltenteilung erreichen, 1831 war er Mitglied des Verfassungsrates. In den Jahren 1832 bis 1835 und 1837 bis 1841 war er Mitglied des Grossen Stadtrates von Luzern. Der Grosse Rat wählte ihn 1837 in den Kleinrat, dem er 1838 und 1841 als Schultheiss vorstand.
In den Jahren 1832, 1835 sowie 1837 bis 1841 war Kopp Gesandter an die Tagsatzung, 1838 amtierte er als Tagsatzungspräsident. 1841 übernahmen die Katholisch-Konservativen die Macht. Kopp schied aus dem Staatsrat aus und wurde Vizepräsident des Obergerichts. Mit juristischen Mitteln versuchte er vergeblich, die Berufung von Jesuiten an die höheren Bildungsanstalten zu verhindern. Er strebte danach, eine Mittepartei zu bilden, doch die Freischarenzüge torpedierten seine Bemühungen. Während des Sonderbundregimes von 1845 bis 1847 gehörten er dem Engeren Stadtrat von Luzern und dem Bezirksgericht an.
Nach dem Ende des Sonderbundskriegs von 1847 war Kopp Vizepräsident der von den eidgenössischen Truppen provisorisch eingesetzten Kantonsregierung. 1848 erfolgte der Übertritt in die gewählte Regierung, der er alle zwei Jahre bis 1856 als Schultheiss vorstand. Er wirkte mässigend auf seine radikalliberalen Regierungskollegen ein, indem er sich auf den Standpunkt des Rechts berief und sich um Ausgleich bemühlte. Im Oktober 1848 kandidierte Kopp mit Erfolg auch bei den ersten Nationalratswahlen. Ab 1851 vertrat er den Wahlkreis Luzern-Süd, 1854 stellte er sich nicht mehr der Wiederwahl.
Sein älterer Bruder Karl Martin Kopp war ebenfalls Luzerner Regierungsrat.